# Halysidota tessellaris
Halysidota tessellaris är en fjärilsart som beskrevs av Smith 1797. Halysidota tessellaris ingår i släktet Halysidota och familjen björnspinnare. Inga underarter finns listade i Catalogue of Life.

## Bildgalleri

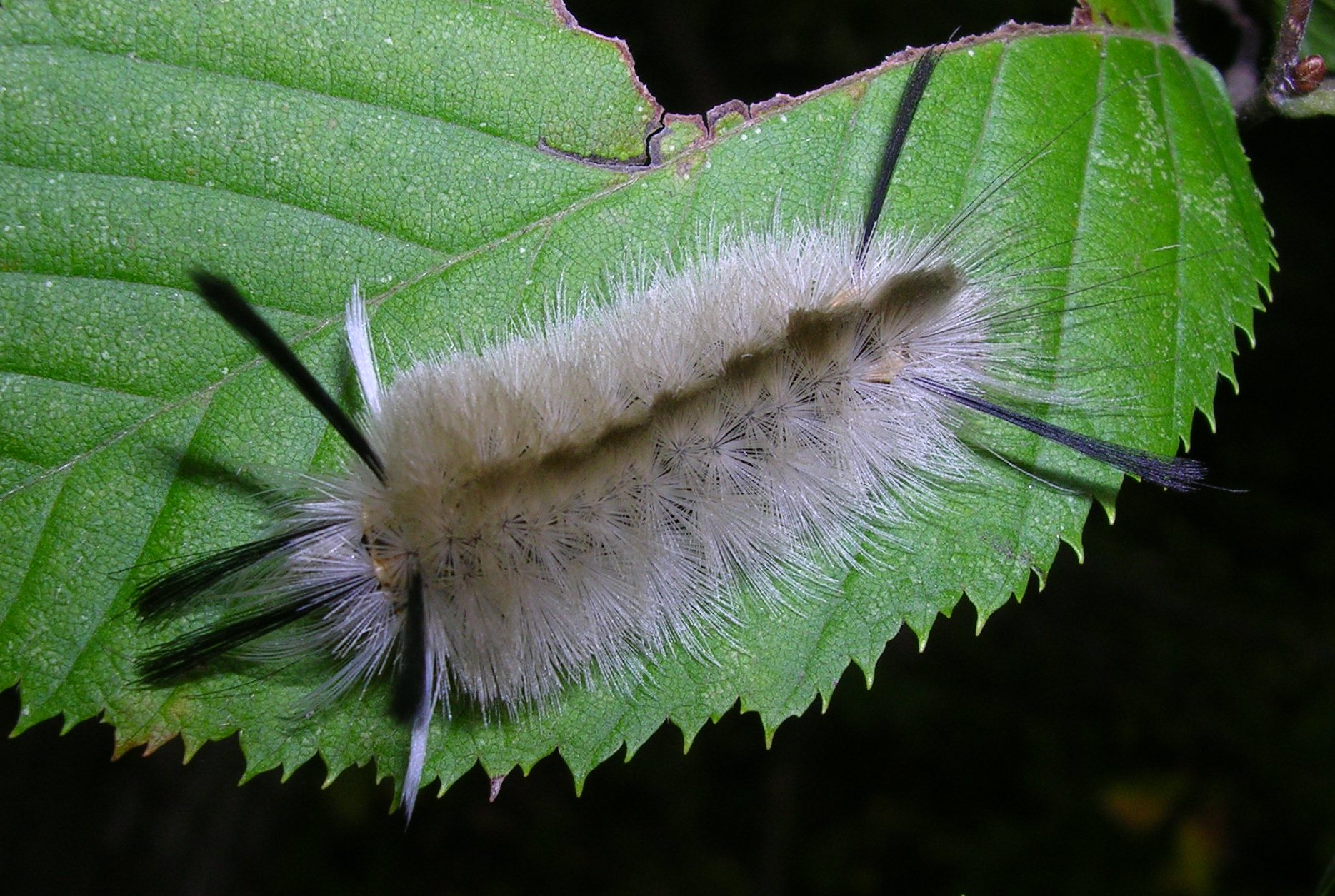
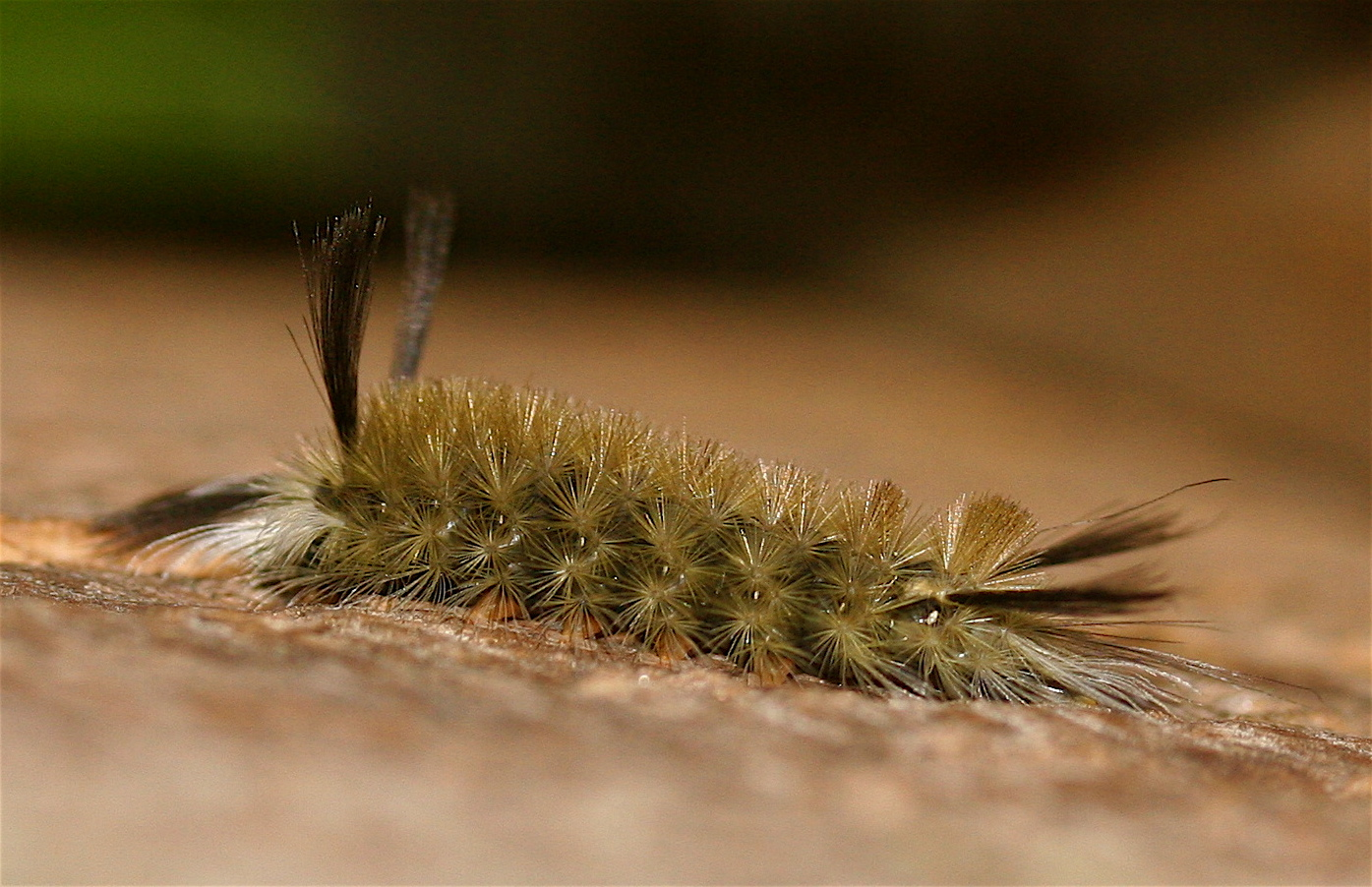